# Автономный регион Бугенвиль
Автономный регион Бугенви́ль (англ. Autonomous Region of Bougainville. ток-писин Otonomos Region bilong Bogenvil) — автономный регион Папуа — Новой Гвинеи. Временный административный центр — город Бука, но планируется его возврат в Араву. Крупнейший остров — Бугенвиль, второй по размеру — Бука, а также несколько островов поменьше, в том числе и отдалённые, включая Килинаилау.
Географически Бугенвиль относится к Соломоновым островам, занимая наибольшую часть территории Северных Соломоновых островов, однако на начало 2020-х остаётся в составе Папуа — Новой Гвинеи. В округе сильное влияние имеют сепаратисты. Планируется, что к сентябрю 2027 года Бугенвиль станет независимым суверенным государством.

## Название
Регион и его главный остров назван в честь Луи Антуана де Бугенвиля (1729—1811), французского путешественника, руководителя первой французской кругосветной экспедиции.

## История
1 сентября 1975 года Северные Соломоновы острова в одностороннем порядке объявили о своей независимости от управляемой Австралией территории Папуа — Новой Гвинеи, которая сама должна была стать независимым государством 16 сентября.
В 1988 году сепаратисты подняли восстание, а в 1990 году объявили о независимости Бугенвиля. Боевые действия прекратились в 1997 году, когда в ходе переговоров при посредничестве Новой Зеландии было заключено перемирие. В 2000 году был создан Автономный регион Бугенвиль, а также установлена возможность проведения референдума о независимости острова в будущем. Выборы первого автономного правительства были проведены в мае—июне 2005 года. Президентом был избран Джозеф Кабуи, который скончался 6 июня 2008 года.
24 июля 2005 года лидер повстанцев Фрэнсис Она, к тому времени объявивший себя королём, умер после непродолжительной болезни (малярия). Его преемники отказались от мирного разрешения конфликта, и радикальные сепаратистские движения продолжили свою деятельность.

## Достижение самоуправления
В 1990 году революционной армии Бугенвиля во главе с местным лидером вооружённого сопротивления Фрэнсисом Она удалось выбить силы Папуа — Новой Гвинеи с острова, провозгласив создание бугенвильского Временного правительства. Декларация Независимости была поддержана правительством Соломоновых Островов. Правительство Папуа — Новой Гвинеи немедленно приступило к реализации экономической блокады острова и послало войска на подавление восстания, что привело к затяжному вооружённому конфликту, активная фаза которого длилась до 1998 года, когда большая часть острова перешла под контроль правительства.
Одиннадцать лет спустя после начала восстания, в 2001 году, правительство Папуа — Новой Гвинеи достигло всеобъемлющего мирного соглашения с Бугенвилем, согласно которому Бугенвиль становился провинцией Папуа — Новой Гвинеи, но с созданием в рамках новой Конституции автономного правительства и обещанием провести референдум о будущем политическом статусе автономного правительства в срок от 10 до 15 лет.
В 2005 году при посредничестве Организации Объединённых Наций правительство Папуа — Новой Гвинеи утвердило Конституцию Бугенвиля, что стало основой создания признанного автономного бугенвильского правительства. Во время гражданской войны на Бугенвиле в течение десяти и более лет погибло от 15 до 20 тысяч человек, лишилось крова более 40 тысяч человек.

## Политика и независимость
На острове сильны сепаратистские настроения. Независимость Бугенвиля под названием «Республика Северных Соломоновых островов» безуспешно провозглашалась дважды: в 1975 году и в 1990 году. В результате столкновений погибло 15 тысяч человек.
В первый раз независимость была провозглашена 15 августа 1975 года оппозиционными партиями — Бугенвильским временным правительством (англ. Bougainville Interim Government, BIG) и Бугенвильской революционной армией (англ. Bougainville Revolutionary Army, BRA).
Переговоры завершились в 1997 году тем, что остров добился автономии (Автономный регион Бугенвиль).
Для подтверждения своей легитимности в начале 1998 года местными властями были проведены выборы, однако Папуа — Новая Гвинея не признаёт их, несмотря на мирную настроенность правительства Мекамуи. Следствием выборов стало разделение постов лидера BIG (им стал Фрэнсис Она) и государства (им стал Джозеф Кабуи).
При этом вновь созданное правительство региона получило широкие полномочия в рамках автономии: принятие собственной конституции (The constitution of the Autonomous region of Bougainville. Архивная копия от 20 декабря 2013 на Wayback Machine), денежная эмиссия, создание сил охраны правопорядка.
23 ноября — 7 декабря 2019 года в регионе прошел референдум о независимости Бугенвиля. По его результатам, 176 тысяч жителей (98 %) высказались за независимость от Папуа — Новой Гвинеи, и только 3 тысячи — за автономию. Результаты должно утвердить центральное правительство. Планируется, что регион получит независимость к сентябрю 2027 года.

## Экономика
На Бугенвиле имеется одно из крупнейших в мире месторождений меди Пангуна. Гидротермическое медно-порфировое месторождение разрабатывается с 1972 года. Запасы руды насчитывают свыше 915 млн т со средним содержанием меди 0,46 %. В рудах также содержится золото (0,51 г/т, общие запасы более 350 тонн) и серебро (1,2 г/т).
24 октября 2006 года правительство автономного региона Бугенвиль уполномочило Коммерческий банк развития (англ. Commercial Development Bank) осуществлять на территории автономии функции центрального банка. Банк был основан в 2005 году и обладает достаточными собственными активами, которые позволяют ему предоставлять банковские услуги для финансирования коммерческих, гуманитарных и инфраструктурных проектов в Бугенвиле, а также в других окружающих областях. Коммерческий банк развития активно финансирует государственные и социальные проекты, а также участвует в программе возобновления добычи меди на руднике.